# James Hosty
Pour les articles homonymes, voir Hosty (homonymie).
James Patrick Hosty Jr. né le 28 août 1924 à Chicago et mort le 10 juin 2011 à Kansas City (Missouri) est un agent du FBI américain, connu pour avoir été chargé d'une enquête sur Lee Harvey Oswald en juin 1962, lorsque celui-ci rentre d'Union soviétique et pour avoir ensuite détruit la preuve de l'unique prise de contact émanant d'Oswald, une lettre anonyme lui demandant de cesser de harceler sa femme Marina, une citoyenne soviétique.  

## Biographie

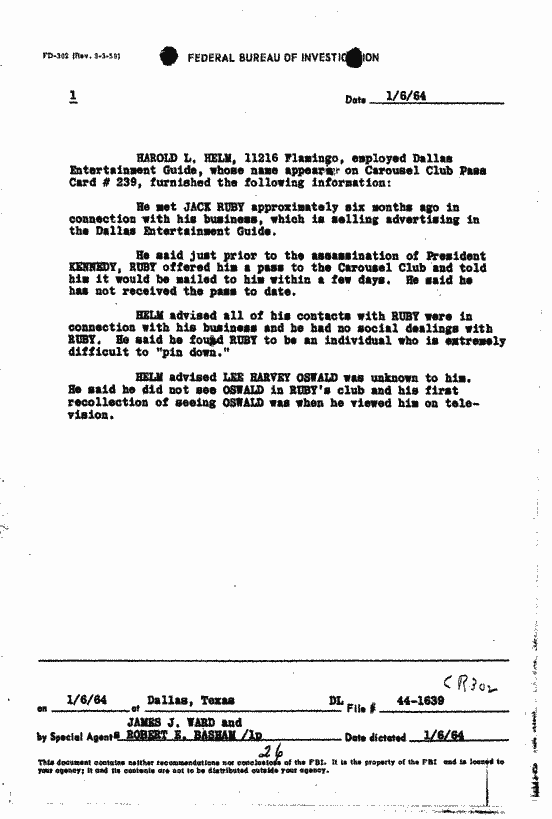
Un procès-verbal du FBI daté du 1 juin 1964 recueillant le témoignage de Harold L. Helm au sujet de Jack Ruby dans le cadre de l'enquête de la Commission Warren.

Il est l'un des sept enfants de Charlotte Irene et James Patrick Hosty Sr., un cadre d'une entreprise sucrière de Chicago. Il sert dans l'armée américaine pendant la Seconde Guerre mondiale et est diplômé de l'université de Notre-Dame-du-Lac, dans l'Indiana. 
Environ deux semaines avant l'assassinat de Kennedy, il reçoit une note non signée de Lee Harvey Oswald, lui demandant de cesser d'interroger sa femme. Hosty classe d'abord le document réglementairement. Il ne rencontre Oswald pour la première fois que le 22 novembre 1963 le jour même de la mort de Kennedy, dans le cadre de la toute première instruction de l'enquête par la police de Dallas et c'est à cette occasion seulement qu'il comprend que la lettre anonyme qu'il avait reçue deux semaines auparavant provenait d'Oswald. Ce dernier avait noté le nom et le numéro de téléphone d'Hosty dans son carnet d'adresses (mais en déformant l'orthographe de son nom qu'il écrit « Hasty »). Après l'assassinat de Kennedy, Hosty ne révèle pas l'existence de la lettre d'Oswald sur Marina à la Commission Warren. Il déclarera plus tard que c'est sur ordre de son supérieur Gordon Shanklin, le Special Agent in Charge (SAC) de Dallas, qu'il a détruit le billet après la mort d'Oswald le 24 novembre 1963. Pour cette raison, il attire l'attention en tant que conspirateur possible dans plusieurs théories du complot.

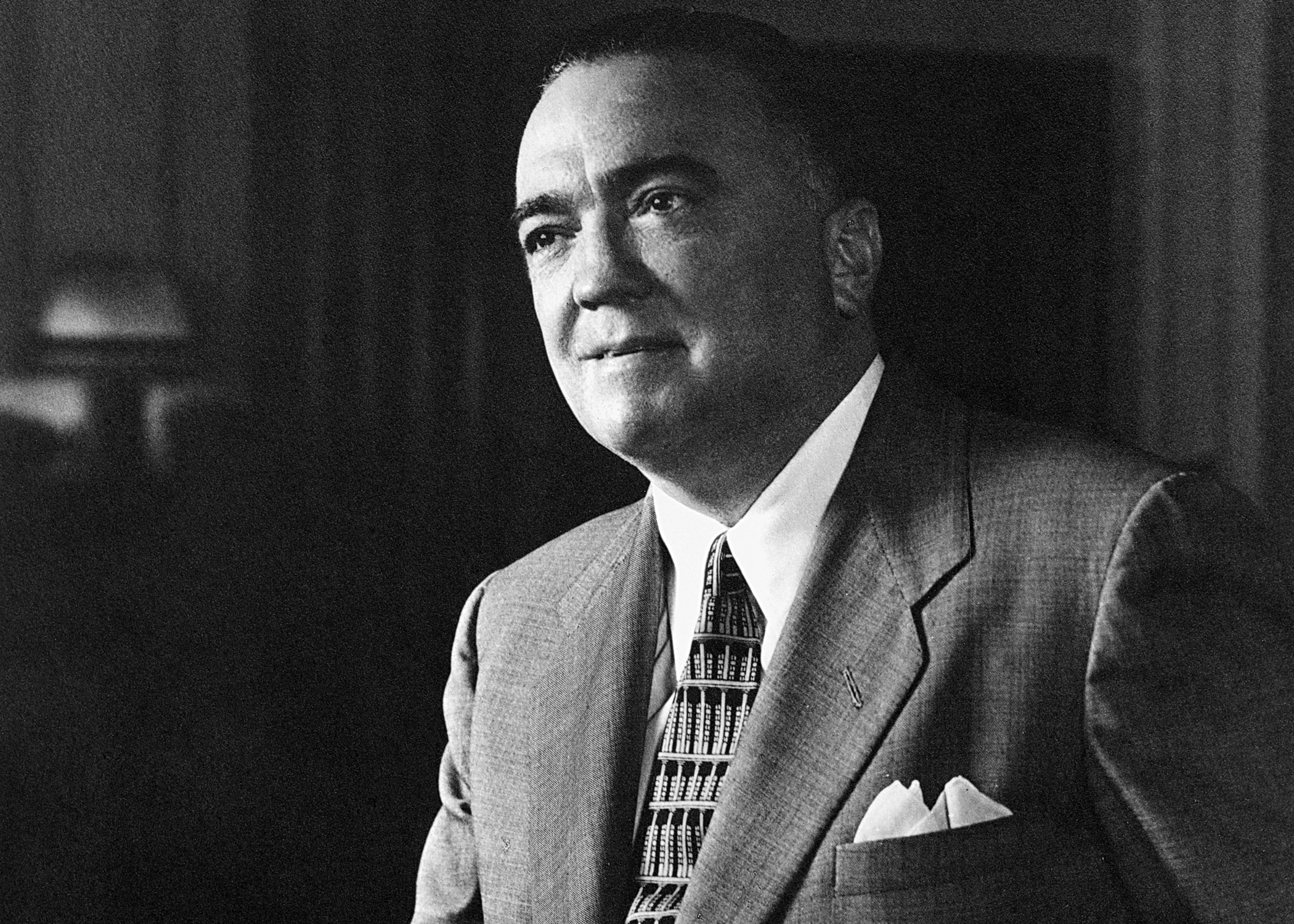
Le patron du FBI dans les années 1960, J. Edgar Hoover, qui ordonna la mutation disciplinaire de James Hosty à Kansas City (Missouri).

Par la suite Hosty, fusible idéal, sert de bouc émissaire pour les erreurs commises dans l'enquête par le FBI et est muté sur ordre de son numéro 1 J. Edgar Hoover au bureau de Kansas City, considérée à l'époque de la Guerre froide comme « la Sibérie du FBI » jusqu'à sa retraite réglementaire en 1979. Aidé par l'un de ses neuf fils, Thomas, il publie en 1995 un mémoire sur l'assassinat de Kennedy, intitulé Assignment: Oswald et meurt seize ans plus tard d'un cancer de la prostate.

## Apparitions dans la fiction
Hosty a été décrit dans le film JFK d' Oliver Stone en 1991 comme ayant un rôle central dans une conspiration du gouvernement pour assassiner Kennedy et encadrer Oswald . Dans le roman de Stephen King de 2011 le 22/11/63, Hosty interroge le protagoniste Jake Epping, un voyageur temporel qui vient juste d'empêcher Oswald de tuer le président. Hosty se méfie d'Epping en raison de ce qu'il sait sur Oswald et de son enquête par le FBI, mais aide Epping dans ses efforts pour disparaître tranquillement, afin qu'il puisse revenir en 2011 (2016 dans l'adaptation télévisée). 
En 2013, l'acteur Ron Livingston joue le rôle d'Hosty dans le film Parkland de l'écrivain et réalisateur Peter Landesman, un film qui relate le chaos à l'hôpital Parkland de Dallas le jour de l'assassinat de JFK.